# The Stand – Das letzte Gefecht (Fernsehserie)
The Stand ist eine US-amerikanische Science-Fiction-Fernsehserie von Josh Boone. Die erste Folge wurde am 17. Dezember 2020 auf CBS All Access (heute Paramount+) veröffentlicht. Im deutschsprachigen Raum wird die Serie seit dem 3. Januar 2021 auf Amazon Prime Video zur Verfügung gestellt. Schon 1994 entstand unter dem Namen The Stand – Das letzte Gefecht ein vierteiliger Fernsehfilm.

## Handlung
Fast die ganze Weltbevölkerung stirbt an einem vom Menschen verursachten Virus. Zwischen den wenigen Überlebenden, die gegen den Stamm immun geblieben sind, und dem „Abgesandten des Teufels“ Randall Flagg kommt es zu einem Kampf biblischen Ausmaßes.

## Produktion
Die Miniserie ist eine Adaption des Romans The Stand – Das letzte Gefecht von Stephen King.
Für die Außenaufnahmen wurde an verschiedenen Drehorten in Nordamerika, wie in British Columbia und Vancouver in Kanada sowie in Las Vegas, Nevada, USA gefilmt.
Die Dreharbeiten dauerten vom 16. September 2019 bis 11. März 2020 an.

## Besetzung

### Hauptbesetzung
| Rollenname                | Schauspieler/in | Auftritte | Synchronsprecher/in |
| ------------------------- | --------------- | --------- | ------------------- |
| Stu Redman                | James Marsden   | 1.01–1.09 |                     |
| Frannie Goldsmith         | Odessa Young    | 1.01–1.09 |                     |
| Harold Lauder             | Owen Teague     | 1.01–1.09 |                     |
| Mother Abagail Freemantle | Whoopi Goldberg | 1.01–1.09 |                     |
| Nadine Cross              | Amber Heard     | 1.02–1.09 |                     |
| Larry Underwood           | Jovan Adepo     | 1.02–1.09 |                     |

### Nebenbesetzung
| Rollenname     | Schauspieler/in     | Nebenrolle | Synchronsprecher/in |
| -------------- | ------------------- | ---------- | ------------------- |
| Nick Andros    | Henry Zaga          | 1.02–1.09  |                     |
| Randall Flagg  | Alexander Skarsgård | 1.02–1.09  |                     |
| Joe            | Gordon Cormier      | 1.02–1.09  |                     |
| Ray Brentner   | Irene Bedard        | 1.02–1.08  |                     |
| Rita Blakemoor | Heather Graham      | 1.02–1.02  |                     |

## Ausstrahlung
Vereinigte Staaten
In den Vereinigten Staaten wurde die Serie ab dem 17. Dezember 2020 ausgestrahlt. Das Finale wurde am 28. Februar 2021 ausgestrahlt.
Deutschland
In Deutschland sicherte sich Starzplay die Ausstrahlungsrechte für das Pay-TV.